# 赫恩登鎮區 (阿肯色州克雷格黑德縣)
赫恩登鎮區（英語：Herndon Township）是位於美國阿肯色州克雷格黑德縣的一個行政鎮區。

## 地方資料
赫恩登鎮區的面積為37.01平方千米，當中陸地面積為36.48平方千米，而水域面積為0.53平方千米。根據2010年美國人口普查的數據，當地共有人口1215人，而人口密度為每平方千米32.83人。